# Шан-Чи
Чжэн Шан-Чи (англ. Zheng Shang-Chi) — супергерой, появляющийся в американских комиксах Marvel Comics. Персонаж был создан писателем Стивом Энглхартом и художником Джимом Старлином и впервые появился в Special Marvel Edition #15 (обложка датирована декабрем 1973 года) в бронзовом веке комиксов. Шан-Чи владеет многочисленными видами боевых искусств, из-за чего часто упоминается как «Мастер Кунг-фу». В последующие годы он приобретает способность создавать бесчисленные дубликаты себя и присоединяется к Мстителям.
Шан-Чи был отделён от лицензионной собственности писателя Сакса Ромера как неизвестный сын вымышленного злодея Фу Манчу. В более поздних изданиях имя отца было изменено на Чжэн Цзу после того, как издательство потеряло права на комиксы Фу Манчу.
Шан-Чи появился в фильме «Шан-Чи и легенда десяти колец» (2021), входящем в Кинематографическую вселенную Marvel. Его роль исполнил канадский актёр китайского происхождения Симу Лю.

## История публикаций

### Создание
Персонаж был задуман в конце 1972 года. Marvel хотела адаптировать телесериал «Кунг-фу», но не получила разрешения от Warner Communications — владельца шоу и основного конкурента Marvel, DC Comics. Вместо этого Marvel приобрела права на комикс с главным злодеем, доктором Фу Манчу. Был разработан образ Шан-Чи, мастера кунг-фу, который был представлен как ранее неизвестный сын Фу Манчу. Несмотря на то, что сам Шан-Чи был оригинальным персонажем, многие из героев, кто его поддерживал, (особенно Фу Манчу, сэр Денис Найланд Смит, доктор Джеймс Петри и Фа Ло Суи) были придуманы С. Ромером. Ни один персонаж из телепередачи «Кунг-фу» не был перенесен в новый сериал, хотя Лу Санг в раннем выпуске сильно напоминает Квай Чан Кейна с добавлением усов. Внешний вид Шан-Чи был смоделирован художником Полом Гуласи по образу Брюса Ли.
Шан-Чи впервые появился в комиксе «Special Marvel Edition», № 15 (декабрь 1973) за авторством Стива Энглхарта и Джима Старлина. Он снова появился в выпуске № 16, а в выпуске № 17 (апрель 1974 г.) название было изменено на «Руки Шан-Чи: Мастер кунг-фу». На фоне увлечения боевыми искусствами в Соединенных Штатах в 1970-х годах книга стала очень популярной, сохранившись до выпуска № 125 (июнь 1983 года), включающего в себя четыре номера гигантского размера и ежегодник. «Special Collector’s Edition» № 1 в 1975 году вышло под названием «Savage Fists of Kung Fu» («Дикие кулаки кунг-фу»), переиздав под одной обложкой комиксы «The Deadly Hands of Kung Fu» № 1-2, « The Deadly Hands of Kung Fu Special» № 1; и «Special Marvel Edition» № 15. Шанг-Чи появлялся в нескольких кроссоверах с другими мастерами боевых искусств Marvel, включая Белого Тигра, Железного Кулака и Дочерей Дракона (Коллин Уинг и Мисти Найт). Он регулярно появлялся в «The Deadly Hands of Kung Fu» («Смертельных руках кунг-фу»).
С Шан-Чи было ещё две коротких серии комиксов: «Мастер кунг-фу: Кровоточащий чёрный» (1990) и мини-серия «МАКС» — «Мастер кунг-фу: Апокалипсис адского огня» (2002) того же художника Пола Гуласи. Персонаж участвовал в двух историях в антологии серии «Marvel Comics Presents»: «Moench» и «Moon Knight Special» (1992). В 1997 году сюжетная линия с Шан-Чи в главной роли была перенесена в «Journey into Mystery» № 514—516 и должна была стать мини-серией для персонажа в 1998 году.
Несмотря на то, что на Шан-Чи получена лицензия, он является персонажем, принадлежащим Marvel. Герой не только прочно вошел в состав «Вселенной Marvel», а также сыграл второстепенную роль во многих других сериях комиксов, таких как «Marvel Team-Up», «Marvel Knights» и «X-Men». В то же время большинство других оригинальных, лицензированных персонажей из вспомогательного состава были либо убраны, либо переименованы в более поздних сериях и рассказах.
В некоторых современных появлениях Шан-Чи о его злодейском отце упоминается либо в завуалированной форме, либо с использованием множества новых имен, поскольку у Marvel больше нет прав на Фу Манчу. В 2010 году в серии комиксов «Тайные мстители № 6-10» писатель Эд Брубейкер официально решил проблему через сюжетную линию, в которой Совет Теней воскрешает Фу Манчу в виде зомби, только чтобы дать понять читателю, что «Фу Манчу» был только псевдонимом, а настоящее имя отца Шан-Чи — Чжэн Цзу (древний китайский колдун, открывший секрет бессмертия). Точно так же сводная сестра Шан-Чи — Фа Ло Суи — в 2013 году в «Бесстрашных защитниках» № 8 была переименована в Чжэн Бао Ю («Проклятый Лотос»), в то время как Смит и Петри не появлялись ни в каких комиксах Marvel с момента окончания серии «Мастер кунг-фу» в 1983 году.
Шан-Чи вернулся в качестве главного героя в комиксе «Герои по найму» в 2007 году.

## Биография

### Мастер Кунг-фу
Шан-Чи родился в провинции Хунань, Китай и является сыном Фу Манчу, китайского злого гения. Мать Шан-Чи была белой американкой, генетически отобранной его отцом. Шан-Чи воспитывался и обучался боевым искусствам у своего отца и других наставников. Считая своего отца доброжелательным гуманистом, юноша отправляется с миссией в Лондон с целью убить доктора Джеймса Петри, который, как утверждал его отец, был злом и угрозой миру. После удавшегося убийства Петри, Шан-Чи столкнулся с врагом Фу Манчу, сэром Денисом Найландом Смитом, который раскрыл юноше истинную природу своего отца. Он смог пробиться мимо головорезов Фу Манчу в Си-Фане, в его штаб-квартире в Манхэттене, и сказал отцу, что они теперь враги, поклявшись положить конец его злым планам. Шан-Чи впоследствии сражался со своим приемным братом Полночь, которого их отец послал убить сына-предателя, а затем столкнулся с адъютантом Смита и агентом МИ-6 Блэк Джеком Тарром, посланным Смитом для задержания Шан-Чи. После нескольких встреч и возникновения доверия друг другу Шан-Чи, в конечном итоге, стал союзником сэра Дениса Найленда Смита и МИ-6. Вместе со Смитом, Тарром, другими агентами MI-6 Клайвом Рестоном и доктором Петри, который, как выяснилось, все ещё жив, а также Лейко Ву, его любимой девушкой, Шан-Чи стал героем множества приключений и миссий, обычно разрушая многочисленные планы его отца. Шан-Чи иногда сталкивался со своей сводной сестрой Фа Ло Суи, которая возглавляла собственную группировку в Си-Фана, но выступала против планов отца узурпировать власть в своей преступной империи, на которую имела собственные планы.
Вместе со Смитом, Тарром, Рестоном, Ю и Петри герой основал «Freelance Restorations, Ltd», независимое шпионское агентство, базирующееся в Штормхейвенском замке, Шотландия. После многих стычек и сражений Шан-Чи, наконец, стал свидетелем смерти Фу Манчу. Вскоре после смерти его отца Шан-Чи, несправедливо обвиненный, бросил агентство, разорвал связи со своими бывшими союзниками, перестал быть искателем приключений и уехал в деревню в отдаленном Ян-Тине, Китай, чтобы стать рыбаком.

### Возвращение
Некоторое время спустя Шан-Чи вернулся из Китая и присоединился к Тарру, Рестону и Ву. Они сражались с террористической группировкой Аргуса, созданной для того, чтобы заставить Соединенные Штаты действовать более агрессивно против всех террористов. Чтобы получить информацию, Аргус пытал У, отрезав ей левую руку в качестве сообщения. Шан-Чи и другие спасли её, но не раньше, чем он получил дозу медленно действующего яда. Прежде чем яд мог убить его, он был излечен от его последствий с помощью эликсира Фу Манчу.
После того, как выяснилось, что его отец все ещё жив, Шан-Чи позже будет помогать своим старым союзникам (которые присоединились к МИ-6) против него и его ранее неизвестного сводного брата Движущейся Тени. Миссия была успешной, в результате чего оружие его отца было уничтожено.

### Герои по найму
Как член восстановленных Героев по найму, Шан-Чи поставил свою силу характера на службу своим товарищам по команде. Обман, восстав против героев, пытается дважды напасть на своих друзей и «Улей Земли», присоединяясь к Уле, и предлагая Коллин Винг и Тарантулу на протяжении всей жизни мучения. Даже в этом случае, когда умирающий Обман умоляет своего друга о пощаде убить его, Шан-Чи отказывается, пока не обнаружит, что Обман на самом деле не стеснялся пытать Тарантула, если это означало меньшие страданий для Коллин. Затем Шанг-Чи уходит с кататоническим Тарантулом, стыдясь того, кем, как он полагал, должен был стать бездушный убийца.
Все ещё работая на МИ-6, он продолжает сотрудничать с Питом Мудрым из МИ-13 в борьбе с валлийским драконом, который превратился в амнезию и стал человеческим преступником. Мудрый сказал Шан-Чи, что дракон (будучи по своей сути благородным) освободится, как только вспомнит свое истинное происхождение и озлобится, обнаружив, что это ложь. Он стал наставником молодой Киллрейвен с Земли 616.

### Героический век
В сюжетной линии Страны Теней Шан-Чи — один из героев, сражающихся с ниндзя Руки. Позже он работает вместе с Человеком-пауком против Мистера Негатива и временно забирает силы Мистера Негатива, пока Человек-паук не вернет Шан-Чи в нормальное состояние.
В Секретных Мстителях, Стив Роджерс отслеживает Шан-Чи, чтобы помочь вернуть его обратно в Совет Теней, из-за частично воскресшего отца Шан-Чи (который умер через некоторое время после их последней встречи) и использовали Хай-Дай, отряд убийц, на охоту Шан-Чи. После дальнейших исследований, Зверь говорит Шан-Чи и Тайным Мстителям, что истинная личность его отца — это древний колдун по имени Чжэн Цзу, который получил бессмертие после кражи одной из жизненных сущностей своих братьев и «Фу Маньчжу» был просто псевдонимом. Когда Шанг-Чи и Роджерс встречаются с Джоном Стилом и Советом Теней по обмену пленными на захваченную Шэрон Картер, Роджерс одолел Стила, а Шан-Чи захвачен в плен. Пока Чжэн Цзу готовится пожертвовать Шан-Чи, чтобы завершить свое воскрешение, Мстители и Лунный Рыцарь нападают на него и Совет Теней. Принц Сирот нарушает ритуал, в результате постоянной смерти Чжэн Цзу и спасения Шан-Чи.
В соответствии с инструкциями новой Мадам Паутины, Шан-Чи начал тренировать Человека-паука кунг-фу, чтобы помочь ему компенсировать недавнюю потерю его чувства паука.

### Marvel NOW!
Во время перезапуска Marvel NOW!, Шан-Чи присоединился к Мстителям после того, как был завербован Капитаном Америкой и Железным Человеком.
Когда Иллюминаты подверглись вмешательству в сознание Капитана Америки и попыткам уничтожить миры, угрожающие Земле, как часть Вторжений, как показано в сюжете « Время истекает», Шанг-Чи присоединился к фракции Мстителей во главе с Солнечным Пятном. Мстители Солнечного пятна, взяв под контроль AIM, обнаружили, что «точки вторжения» (точки, в которых можно увидеть мир Вторжения, который вот-вот поразит Землю) вызывали огромное количество физических мутаций среди тех, кто наткнулся на места. Во время отправки Шан-Чи в точку вторжения в Японию, Шан-Чи подвергся воздействию излучения космического уровня, которое превратило Шан-Чи в мутанта, способного создавать дубликаты самого себя.
Находясь на миссии по захвату Кроссбоунса, Капитан Америка информирует Шан-Чи об убийстве его бывшей девушки — Лейко Ву, совершенном Бритворуким во время работы под прикрытием на МИ-6 в одной из лондонских триад. Шан-Чи едет в Лондон на похороны Лейко, и размышляя в китайском квартале (где Лейко был убит), он подвергается нападению неизвестных, один из которых сообщает Шану, что преступный лорд Белый дракон стоит за убийством. К Шан-Чи приближается лидер клана триады и бывший враг Череполома, который предлагает ему перемирие; Чао Сина рассказывает, что он и Лейко стали любовниками, когда она работала под прикрытием и планировала уйти из МИ-6 для него. С помощью Крушителя Черепа и вновь прибывших Дочерей Дракона и Сыновей Тигра, Шан-Чи подтверждает, что Белый Дракон нанял Бритворукого, чтобы убить Лейко из-за её связи с его вождем клана-соперником — Черепом-Крушителем, и обнаружил, что Белый Дракон имеет доступ к Мао Шан Пай, мощной китайской чёрной магии. Шан-Чи и Череп-Крушитель проникают в поместье Белого Дракона, где они обнаруживают комнату с обезглавленными головами пропавших лидеров триады. Двое из них сражаются с Белым Драконом, но захвачены братом Шан-Чи, Полуночным Солнцем, который показывает себя истинным вдохновителем Белого Дракона. С помощью книги заклинаний Мао Шань Пай, взятой людьми Белого Дракона, М’Най планирует использовать его магию, чтобы дать ему власть и влияние на кланы триады, наконец выполняя наследие Чжэн Цзу. Нуждающиеся в лидерах клана, чтобы завершить ритуал, Полуночное Солнце обезглавливает Белого Дракона и Сокрушителя Черепов и продолжает читать заклинание. Вместо того, чтобы дать ему силу, заклинание воскрешает Лейко из пролитой крови Чао. Мстительная и чёрная магия, которой владеет Лейко, показывает, что Череп-Крушитель сделал её лидером своего клана перед смертью; Смерть Чао сделала ритуал недействительным и вместо этого вернула её из мертвых, чтобы наказать Полуночное Солнце. Шан-Чи может нокаутировать Полуночное Солнце во время их боя, в то время как Лейко жестоко побеждает Кулак, отрывая его лезвия. Лейко использует свои вновь обретенные способности, чтобы призвать мертвых духов Сокрушителя Черепов, Белого Дракона и других мертвых лидеров триады, которые тянут Полуночное Солнце в свое царство. Когда Лейко пытается уничтожить изуродованный кулак бритвы, Шан-Чи умоляет своего бывшую любовницу остановиться; в то время как он может заставить Лейко пощадить Кулака, он не может вернуть её к себе. Блэк Джек Тарр (ныне директор МИ-6) и его люди совершают набег на поместье; Солдаты Бритвы и Белого Дракона арестованы, пока Лейко убегает. Перед отъездом из Лондона Шан-Чи оставляет фотографию его и Лейко у её могилы, которую позже делает Лейко после его отъезда.

### Защитники
Шан-Чи присоединяется к нескольким другим азиатским американским супергероям (Халк (Амадеус Чо), Шелк, Мисс Марвел, Джимми Ву и агент ЩИТа Джейк О) для сбора средств во Флашинге, Квинс. Позже, пока группа проводит ночь в Кореаттауне, Манхэттен попали в засаду инопланетного принца-регента Фалкана и его небольшой армии из Секнарфа-седьмого. Шан-Чи и его союзники ненадолго отбивают захватчиков, прежде чем они и большая группа свидетелей телепортируются возле Секнарфа-седьмого, где Фалкан требует, чтобы группа предложила несколько человек для еды в течение определённого времени. Дублируя свою группу «Защитники», Ву объединяет группу и свидетелей в совместную работу, чтобы сбежать, в то время как Шанг-Чи ведет атаку с Шелком и Мисс Марвел. Протекторы в конечном итоге могут освободить себя и победить Фалкана и его силы с помощью сторонних наблюдателей.

### Тайная Империя
В Тайной Империи, Шан-Чи был пленником Гидры в Мадрипуре после захвата Гидрой Соединенных Штатов. После поражения Улья и Горгоны, Тони Старк находит его и заявляет, что у него больше нет осколка Космического куба. Воспоминание показало, что Эмма Фрост забрала у него осколок Космического куба, когда он был без сознания. Шанг-Чи позже видели в подполье, когда он и другие супергерои сражались с силами ГИДРы в Вашингтоне.

### Домино
Ища способ управлять своей способностью доминировать удачей, Домино приходит к Шан-Чи (которого посоветовал ей её товарищ по команде Защитники, Амадеусом Чо) во время своего отступления на острове Лантау для обучения. После долгих тренировок они проводят романтическую ночь в Гонконге, но попали в засаду в ночном клубе с большой группой врагов Шанг-Чи во главе с Полуночью, в том числе с Бритворуким, Шен Куэем, Шоквейвом, Смертельной Рукой, Тенью Сталкера, Когтем Тигра и другими. Домино и Шанг-Чи побеждают их относительно легко. В конце концов им противостоит Топаз, которого Домино побеждает, используя учения Шан-Чи. Несмотря на просьбы Шан-Чи о помиловании, Домино убивает Топаза. Разочарованный, Шан-Чи расстается с Домино и увольняет её как своего ученика.

## Силы и способности
Хотя никогда не было точно установлено, насколько богаты боевые навыки Шан-Чи, он победил многочисленных сверхчеловеческих противников. Шан-Чи классифицируется как спортсмен, но он является одним из лучших не сверхлюдей в боевых искусствах. Некоторые называют его величайшим бойцом без оружия и практиком кунг-фу из живых. Большая часть его физических способностей, кажется, проистекает из его мастерства в ци, что часто позволяет ему превзойти физические ограничения обычных спортсменов. Он также продемонстрировал способность уклоняться от пуль из пулеметов и снайперских винтовок и способен отражать выстрелы с помощью своих наручей. Шан-Чи также хорошо обучен искусству концентрации и медитации и является экспертом в области различного ручного оружия, включая мечи, посохи, Кали палочки, нунчаку и сюрикен.
Из-за его мастерства в боевых искусствах Шан-Чи является очень востребованным учителем и наставником многих персонажей в кунг-фу и рукопашном бою. Среди наиболее выдающихся учеников и спарринг-партнеров Шан-Чи были Капитан Америка, Человек-паук, Росомаха, и Домино. Ещё одним свидетельством его мастерства инструктора было во время Войны Царств, где он смог за короткое время обучить группу новичков, до того момента, когда его подопечные смогли легко отбиться от армии мощных Огненных Демонов, использующие методы, которым он учил.
Он также очень созвучен с ци, излучаемой всеми живыми существами, до такой степени, что он смог обнаружить Джин Грей в псионической маске, ощущая её энергию.
В свое время с Мстителями, Шан-Чи было дано специальное оборудование Тони Старка, в том числе пара браслетов, что позволило ему сосредоточить свое ци таким образом, увеличивающих его прочность и пару репульсоров.
После воздействия космического излучения от вторжений, Шан-Чи смог создать неограниченное количество дубликатов себя.

## Другие версии

### Секретные войны
В «Секретных войнах» версия Шан-Чи находится во вдохновленном Китайской областью Уся боевом мире.  В этой версии он является изгнанным сыном императора Чжэн Цзу, Мастера десяти колец - безжалостной школы боевых искусств, в которой используются мистические силы и техники, основанные на силе десяти колец Мандарина из основной Вселенной. Шан-Чи разыскивается за убийство лорда Туана, мастера школы Железного Кулака, главными соперниками школы «Десять колец».

### Battleworld
В боевом мире Шан-Чи сражается против своего отца — Чжэн Цзу, императора Кунь-Лунь и Повелителя десяти колец, и в итоге свергает его.

### Дом М
Шан-Чи никогда не осознает злодеяний своего отца до его смерти от рук Магнето. Это заставляет его поглощаться желанием отомстить. В этой реальности Шан-Чи является главой преступной организации «Драконы», наряду с Коллин Винг, Меченым, Богомолом, Зараном и Мачете. Позже Драконы решили свою борьбу против банды Люка Кейджа, но в конечном итоге были захвачены в ловушку, созданную как убийцами Кингпина, так и агентами Тандерберда. Драконы и волчья стая были освобождены Люком Кейджем. Банда Шан-Чи присоединилась к Мстителям в их битве против Братства.

### Marvel Apes
В этой обезьяньей версии вселенной Marvel Шан-Чи и его отец работают как подрывная организация, пытаясь заставить местных жителей работать в мире, а не в господстве животных. Мстители (Обезьяны) убивают его за это «слабоумное» чувство.

### Marvel Zombies
В Marvel Zombies, Шан-Чи превращается в зомби во время нескольких усилий героев по спасению выживших мирных жителей. В битве в середине Манхэттена, описанной в Ultimate Fantastic Four # 23, он и десятки других героев-зомби пытаются поглотить последнюю часть людей. Эти люди защищены Магнето этой Вселенной и Высшей Фантастической Четверкой. Во время успешной попытки спасения, Тинг посылает Шан-Чи в воздух одним ударом. После этого Шан-Чи снова атакует Магнето, но Мастер Магнетизма разрезает его пополам. Другой Шанг-Чи появляется в Marvel Zombies Return в альтернативной вселенной, где он не затронут вспышкой зомби. Зомби Росомаха находит его в подпольном бойцовском клубе, общаясь с другими печально известными мастерами боевых искусств. Голодный мутант убивает его.

### Ultimate Marvel
Во вселенной Ultimate Marvel Шан-Чи впервые появился в Ultimate Marvel Team-Up # 15. Он сын международного преступника. Обученный от рождения, чтобы стать живым оружием, он стал величайшим мастером боевых искусств в мире. Он в конце концов пришел отказаться от империи своего отца. Стремясь убежать от отца, он эмигрировал в Нью-Йорк, где работал уборщиком пола на рыбном рынке Ву в китайском квартале. Чувствуя, что обитатели китайского квартала Нью-Йорка нуждаются в ком-то, кто мог бы защитить их, он и его друг Дэнни Рэнд были втянуты в бандитскую войну между Кингпином и Молотоголовым после того, как последний предназначался для него, чтобы победить банды Чайна-тауна. Конфликт завершился, когда Шан-Чи, Дэнни Рэнд, Человек паук, Чёрная кошка , Лунный рыцарь и Электра устроили засаду в пентхаус Хаммерхеда, где последовала королевская битва. Битва закончилась побежденной Электрой, Молотоголовым и Лунным Рыцарем. Затем члены банды были арестованы полицией.
Воин боевых искусств замаскировал себя как костюмированный преступник, чтобы снести Кингпина. Кингпин обнаружил его план и угрожал убить героя, но он был спасен Сорвиголовой, который затем завербовал его как часть его команды, чтобы убить Кингпина. После того, как Кингпин был передан в полицию Нью-Йорка, Шанг-Чи ушел и команда распалась.

### Земля-13584
В карманном измерении А.И.М. Земли-13584 Шан-Чи появляется как член команды Человека-Паука.

## Появление вне комиксов

### Фильм
По словам Маргарет Лёш, в 1980-х годах Стэн Ли рассматривал Брэндона Ли на роль Шанг-Чи и встретился с актёром и его матерью Линдой Ли, чтобы обсудить потенциальный фильм или телесериал с участием персонажа.
В 2006 году Шан-Чи был выбран в качестве одного из многих персонажей в фильме Marvel Studios совместно с Paramount Pictures, вместе с Капитаном Америкой, Ником Фьюри, Доктором Стрэнджем, Соколиным глазом, Чёрной пантерой, Плащом и Кинжалом.
В декабре 2018 года Marvel Studios наняла Дэвида Каллахэма для написания сценария для фильма «Шан-Чи» в кинематографической вселенной Marvel. В марте 2019 года Дестин Даниэль Креттон был назначен режиссёром. 17 июня 2019 года Хэстаг Шоу сообщило, что Люди Лин и Росс Батлер были в коротком списке на главную роль. Ганстис Сикс, звуковой режиссёр фильма «Тор: Рагнарёк», сказал в интервью, что съемки будут проходить в Австралии. На SDCC в 2019 году было объявлено, что Симу Лю сыграет персонажа в фильме «Шан-Чи и легенда десяти колец», который будет выпущен в сентябре 2021 года как двадцать пятый фильм в киновселенной.

### Телевидение
- Альтернативная версия Шан-Чи появляется в качестве главного героя в 6 эпизоде 3 сезона сериала "What If...?". Здесь в 1872 году он вместе с Кэтрин Бишоп борется с преступностью на Диком Западе и согласно местным легендам его можно призвать 10 ударами в колокол (непереводимая игра слов, связанная с тем, что "кольцо" и "звенеть" являются омонимами в английском языке).  В ходе эпизода они преследуют Капюшона с целью привлечь его к правосудию за многочисленные похищения китайских иммигрантов.

### Видеоигры
Шан-Чи — играбельный персонаж в мобильных играх Marvel: Future Fight,  Marvel: Contest of Champions, Marvel Snap.